# إعلان وبرنامج عمل فيينا
إعلان وبرنامج عمل فيينا، (VDPA)، هو إعلان لحقوق الإنسان تم اعتماده بالإجماع في المؤتمر العالمي لحقوق الإنسان في 25 يونيو / حزيران عام 1993 في فيينا في النمسا. أوصى هذا الإعلان بإنشاء منصب مفوض الأمم المتحدة السامي لحقوق الإنسان وتم إنشاؤه بعد ذلك بموجب قرار الجمعية العامة 48/121.

## المحتويات
أكد اعلان وبرنامج عمل فيينا على الإعلان العالمي لحقوق الإنسان وميثاق الأمم المتحدة. ذكر في مقدمته:
«المؤتمر العالمي لحقوق الإنسان، بالنظر إلى أن تعزيز حقوق الإنسان وحمايتها مسألة ذات أولوية بالنسبة للمجتمع الدولي، وأن المؤتمر يتيح فرصة كبيرة لإجراء تحليل شامل للنظام الدولي لحقوق الإنسان ولآلية حماية تلك الحقوق من أجل تعزيزها وبالتالي تعزيز الاحترام الكامل لها بطريقة عادلة ومتوازنة».
وجاء في المقدمة أيضًا: «يجب استغلال روح وحقائق عصرنا الحديث التي تدعو شعوب العالم وجميع الدول الأعضاء في الأمم المتحدة إلى تكريس نفسها للمهمة العالمية المتمثلة في تعزيز وحماية حقوق الإنسان الأساسية والحريات لضمان تمتع جميع البشر حول العالم بهذه الحقوق...».

### نظرة للماضي
يعكس إعلان وبرنامج عمل فيينا حقيقة تمثيل المؤتمر العالمي لحقوق الإنسان لنقطة تحول في الدفاع عن تلك الحقوق مع انتهاء الحرب الباردة. ينظر إعلان وبرنامج عمل فيينا إلى الماضي حيث يذكر:
«نشير أيضًا إلى المبادئ الموضحة في مقدمة ميثاق الأمم المتحدة التي تشير إلى وجوب إنقاذ الأجيال المقبلة من الحروب، وتهيئة الظروف التي يمكن بموجبها الحفاظ على العدالة واحترام الالتزامات المنصوص عليها في المعاهدات وغيرها من مصادر القانون الدولي لتعزيز التقدم الاجتماعي وتحقيق مستويات حياة أفضل وحرية أكبر، وممارسة التسامح وحسن الجوار، واستخدام آلية دولية لتعزيز التقدم الاقتصادي والاجتماعي لجميع الشعوب».

### حقوق الإنسان كمعايير عالمية
سعى إعلان وبرنامج عمل فيينا إلى إعادة التأكيد على حقوق الإنسان كمعيار عالمي. ذكرت المقدمة: «نؤكد على أن الإعلان العالمي لحقوق الإنسان والذي يشكل معيارًا مشتركًا للإنجاز لجميع الشعوب وجميع الأمم هو مصدر الإلهام والأساس الذي استندت عليه الأمم المتحدة في تحقيق التقدم في وضع معايير المواثيق الدولية الحالية لحقوق الإنسان، ولا سيما العهد الدولي الخاص بالحقوق المدنية والسياسية والعهد الدولي الخاص بالحقوق الاقتصادية والاجتماعية والثقافية».
يحث إعلان وبرنامج عمل فيينا الحكومات والأمم المتحدة وغيرها من المنظمات الدولية على زيادة الموارد المخصصة للبرامج الهادفة إلى تعزيز المعرفة بحقوق الإنسان من خلال التدريب والتعليم والتثقيف والمشاركة الشعبية (الفقرة 34).

### حقوق الإنسان مترابطة وغير قابلة للتجزئة
أكد اعلان وبرنامج عمل فيينا على أن جميع حقوق الإنسان تملك نفس الأهمية، وعلى أهمية العمل لإنهاء حالة التقسيم بين الحقوق المدنية والسياسية والحقوق الاقتصادية والاجتماعية والثقافية التي تم إعلانها خلال فترة الحرب الباردة. تنص الفقرة 5 من الجزء الأول على أن «جميع حقوق الإنسان عالمية وغير قابلة للتجزئة ومترابطة ومتصلة ببعضها. ويجب على المجتمع الدولي أن يتعامل مع حقوق الإنسان على المستوى العالمي بطريقة عادلة ومتساوية. ويجب مراعاة الخصائص الوطنية والإقليمية ومختلف الخلفيات التاريخية والثقافية والدينية، ومن واجب الدول بغض النظر عن أنظمتها السياسية والاقتصادية والثقافية تعزيز وحماية جميع حقوق الإنسان والحريات الأساسية.» ذُكرت العبارة أيضًا في إعلان مونتريال بالإضافة إلى مبادئ يوغياكارتا واتفاقية حقوق الأشخاص ذوي الإعاقة. وتحقيقاً لهذه الغاية شجعت الفقرة 75 من الجزء الثاني لجنة حقوق الإنسان ولجنة الحقوق الاقتصادية والاجتماعية والثقافية على مواصلة النظر للبروتوكول الملحق بالميثاق الدولي الخاص بالحقوق الاقتصادية والاجتماعية والثقافية بدرجة متساوية مع بروتوكولات الميثاق الدولي الخاص بالحقوق المدنية والسياسية.

### الديمقراطية والتنمية وحقوق الإنسان ضد الإرهاب
ربط إعلان وبرنامج عمل فيينا أيضًا بشكل مباشر بين احترام حقوق الإنسان والديمقراطية والتنمية الدولية، حيث ذكر في الفقرة 8 من الجزء الأول: «إنَّ الديمقراطية والتنمية واحترام حقوق الإنسان والحريات الأساسية مترابطة ويعزز بعضها بعضًا. تعتمد الديمقراطية على إرادة الشعب المُعبر عنها بحريته في تحديد أنظمته السياسية والاقتصادية والاجتماعية والثقافية ومشاركته الكاملة في جميع جوانب الحياة. ومن أجل تعزيز وحماية حقوق الإنسان والحريات الأساسية على الصعيد الوطني يجب أن تنفذ المواثيق الدولية بشكل عالمي وبدون شروط. يجب على المجتمع الدولي أن يدعم ويعزز الديمقراطية والتنمية واحترام حقوق الإنسان والحريات الأساسية في العالم بأسره». وذكر في الفقرة 17 من الجزء الأول: «يعتبر الإرهاب وأساليبه وممارساته بجميع أشكالها وكذلك الاتجار بالمخدرات أنشطة تهدف إلى تقويض حقوق الإنسان والحرية الأساسية والديمقراطية» وأنَّ: «المجتمع الدولي مسؤول عن اتخاذ الخطوات الضرورية لتعزيز التعاون لمنع الإرهاب ومكافحته».

### الفقر والاستبعاد الاجتماعي
ربط اعلان وبرنامج عمل فيينا ربطا مباشرا بين الفقر وإدراك حقوق الإنسان. تنص الفقرة 14 من الجزء الأول على ما يلي: «إنَّ وجود فقر مدقع ومنتشر بشكل واسع يحول دون التمتع الكامل والفعال بحقوق الإنسان، ويجب أن يكون تخفيف الفقر بشكل فوري وإزالته في النهاية هدفًا وأولوية قصوى بالنسبة للمجتمع الدولي». لا يرى إعلان وبرنامج عمل فيينا أن الفقر يمثل انتهاكًا لحقوق الإنسان في حد ذاته ولكنه ينص في الفقرة 25 من الجزء الأول على ما يلي: «يؤكد المؤتمر العالمي لحقوق الإنسان على أن الفقر المدقع والاستبعاد الاجتماعي يشكلان انتهاكًا للكرامة الإنسانية وأنّ إجراء خطوات عاجلة أمر ضروري لمعرفة أسباب الفقر المدقع، بما في ذلك الأسباب المتعلقة بمشكلة التنمية، من أجل تعزيز منح حقوق الإنسان لأفقر الناس، ووضع حد للفقر والاستبعاد الاجتماعي وتعزيز تمتع الشعب بثمار التقدم الاجتماعي: من الضروري أن تشجع الدول مشاركة أشد الناس فقرًا في عملية صنع القرار من قبل المجتمع الذي يعيشون فيه، ويجب تعزيز حقوق الإنسان والجهود المبذولة لمكافحة الفقر».

### حق التنمية
أكد إعلان وبرنامج عمل فيينا على الحق في التنمية، والذي اعتبر بندًا مثيرًا للجدل من قبل بعض علماء حقوق الإنسان والدول الأعضاء في الأمم المتحدة. أكدت الفقرة 9 من الجزء الأول أنه يجب على أقل البلدان نموًا الالتزام بعملية إرساء الديمقراطية والإصلاحات الاقتصادية، وتقع الكثير من هذه البلدان في أفريقيا، ويجب أن تحظى بدعم المجتمع الدولي حتى تنجح في انتقالها إلى الديمقراطية ومرحلة التنمية الاقتصادية. وتنص الفقرة 1 من الجزء 10 على ما يلي: «يؤكد المؤتمر العالمي لحقوق الإنسان من جديد الحق في التنمية على النحو المنصوص عليه في الإعلان باعتباره حقًا عالميًا وغير قابل للتصرف وجزء لا يتجزأ من حقوق الإنسان الأساسية. وكما نص الإعلان المتعلق بالحق في التنمية: الإنسان هو الموضوع الرئيسي في التنمية حيث تسهّل التنمية تمتع الإنسان بجميع حقوقه، ولا يجوز التذرع بنقص التنمية لتبرير نقص حقوق الإنسان المعترف بها دولياً. يجب على المجتمع الدولي أن يشجع التعاون الدولي الفعال من أجل تفعيل الحق في التنمية وإزالة العقبات التي تعترض سبيل التنمية، يتطلب التقدم المستمر نحو إعمال الحق في التنمية سياسات تنمية فعالة على المستوى الوطني، وكذلك علاقات وبيئة اقتصادية عادلة وملائمة على المستوى الدولي».
ويستمر الجزء الأول من الفقرة 11 كالتالي: «ينبغي إرساء الحق في التنمية لتحقيق الاحتياجات الإنمائية والبيئية للأجيال الحالية والمقبلة بشكل عادل. يعترف المؤتمر العالمي لحقوق الإنسان بأن نفايات المواد السامة والخطرة من المحتمل أن تشكل تهديدًا خطيرًا لحقوق الإنسان من خلال تهديدها حياته وصحته، وبالتالي يدعو المؤتمر العالمي لحقوق الإنسان جميع الدول إلى اعتماد وتنفيذ الاتفاقيات الحالية المتعلقة بدفن المنتجات والنفايات السامة والخطرة. يحق لكل شخص التمتع بفوائد التقدم العلمي وتطبيقاته، ويلاحظ المؤتمر العالمي لحقوق الإنسان أن بعض التطورات لا سيما في العلوم الطبية الحيوية وتكنولوجيا المعلومات قد تملك على الأرجح عواقب سيئة على سلامة الفرد وحقوقه الإنسانية، ويدعو المؤتمر إلى تفعيل التعاون الدولي لضمان احترام حقوق الإنسان والكرامة بشكل كامل».